# Henri Schoonbrood
Henricus Johannes Ludovicus (Henri) Schoonbrood (Maastricht, 28 juli 1898 – aldaar, 10 november 1972) was een Nederlands schilder, glazenier, boekbandontwerper en mozaïekkunstenaar.

## Biografie
Henri (ook: Harrie / Harry) Schoonbrood was de tweede van zes kinderen uit het gezin van bakker Ludovicus Hubertus Nicolaus Schoonbrood en Anna Mechtildis Wolfs. Beide ouders stierven toen Henri zes jaar oud was. Hij was aanvankelijk huis- en decoratieschilder. Van 1925 tot 1929 volgde de jonge Henri de schilderlessen van Henri Jonas en tegelijkertijd het kunstonderwijs aan de Middelbare Kunstnijverheidsschool in Maastricht. Daarnaast was hij lid van de Limburgse Kunstkring en was hij vaak te vinden in café Suisse, Bende van De Suisse, aan het Vrijthof te Maastricht.
In 1926 deed hij mee aan een wedstrijd van Arti et Amicitiae (Willink van Collenwedstrijd), een prijs die werd uitgereikt in Amsterdam aan schilders beneden de 35 jaar. Hij schilderde "het geitje" en won hiermee de gedeelde eerste prijs, samen met Charles Eyck. Vervolgens vertrok hij samen met medekunstbroeders Hubert Levigne, Paul Kromjong en Cephas Stauthamer in 1930 naar de Rijksakademie van beeldende kunsten te Amsterdam. Hier volgde hij de opleiding monumentale kunst onder leiding van professor Richard Roland Holst. Na zijn opleiding keerde hij terug naar Maastricht waarna hij een tijdje leraar was aan de Middelbare Kunstnijverheidsschool.
Tijdens zijn verblijf in Amsterdam kreeg hij zijn eerste monumentale opdrachten. Schoonbrood heeft onder andere portretten, landschappen, stadsgezichten en tekeningen gemaakt. Daarnaast glas-in-loodramen, muurschilderingen, keramieken, mozaïeken, boekbanden en illustraties. Een hoogtepunt in zijn oeuvre is het schilderij "De Emmausgangers" uit 1929, thans aanwezig in het Museum Catharijneconvent te Utrecht. Hij maakte meer dan 100 ramen voor kerken, openbare instellingen en particulieren. Hij werkte hierin samen met het atelier van Hubert Felix. Zijn ramen zijn meer verwant met de Limburgse School, dan met het werk van Roland Holst. Zijn mozaïeken zijn onder meer terug te vinden in het conservatorium in Maastricht en het kantoorgebouw van de Koninklijke luchtmacht te Den Haag. Schoonbrood koos steeds zijn eigen weg van vernieuwing. Zijn stijl was aanvankelijk figuratief, maar na de oorlog werd die steeds abstracter.
Schoonbrood was lid van de Beroepsvereniging van Beeldende Kunstenaars en het Nederlands Kunstenaars Genootschap.
Henri Schoonbrood heeft het grootste deel van zijn leven in een statig herenhuis in het centrum van Maastricht gewoond, samen met zijn vrouw Greet. Nadat zijn vrouw overleed in 1971 was voor hem zijn leven in 1972 ook ten einde.
In 2019 werd een muurschildering van Henri Schoonbrood ontdekt op Station Maastricht. Deze muurschildering is gemaakt in 1962 in opdracht van porceleinfabriek Mosa en de Kristalunie Maastricht.

## Werk (selectie)
- vijftien ramen (1930-1948) voor de Sint-Jozefkerk in Broekhem
- muurschilderingen en ramen (1932, 1934) voor de Margarithakerk in Margraten
- twaalf ramen (1933) voor de Sint-Antonius van Paduakerk in Heerlen
- glas in lood (1933) voor het Chemisch laboratorium in Amsterdam
- glas in lood (1935) voor de Brand Bierbrouwerij in Wijlre
- glas-in-loodraam bestaande uit vijftien panelen (1936) voor de Ambachtsschool te Maastricht
- glas in lood en muurschilderingen (1940) voor de trouwzaal van het gemeentehuis in Beek
- eenentwintig ramen en muurschilderingen (1941-1955) voor de kerk Onze Lieve Vrouw van Goede Raad in Beverwijk
- tien ramen (1940) voor de Sint-Theresiakerk in Maastricht
- drie ramen (1941) voor de Provinciale Electriciteitsmaatschappij van Noord-Holland in Bloemendaal
- glas in lood (1945) voor de Kerk van Sint-Pieter beneden te Maastricht
- drie ramen (1948) voor de Sint-Lambertuskerk in Reuver
- Mozaïekmonument Mijn Maurits, mozaïek (1953) nabij de voormalige Staatsmijn Maurits in Geleen
- mozaïek (1957) voor het gebouw van de koninklijke luchtmacht in Den Haag
- glas-appliqué-ramen (1962-1963) voor het hoofdpostkantoor in Enschede
- mozaïekvloer (1964) in de hal van het Conservatorium in Maastricht
- glas in lood 3 x 5 ramen (1964) Chas Macintosh Stein (2018) in het Els-museum Beek

## Afbeeldingen

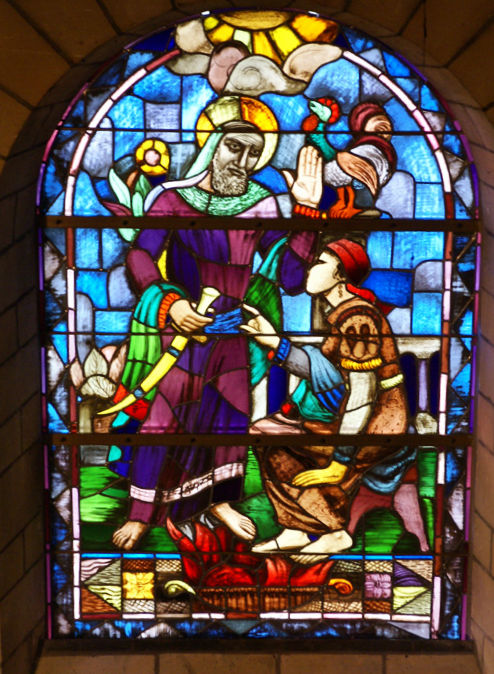
Kerk van Sint Pieter, Maastricht (1944)
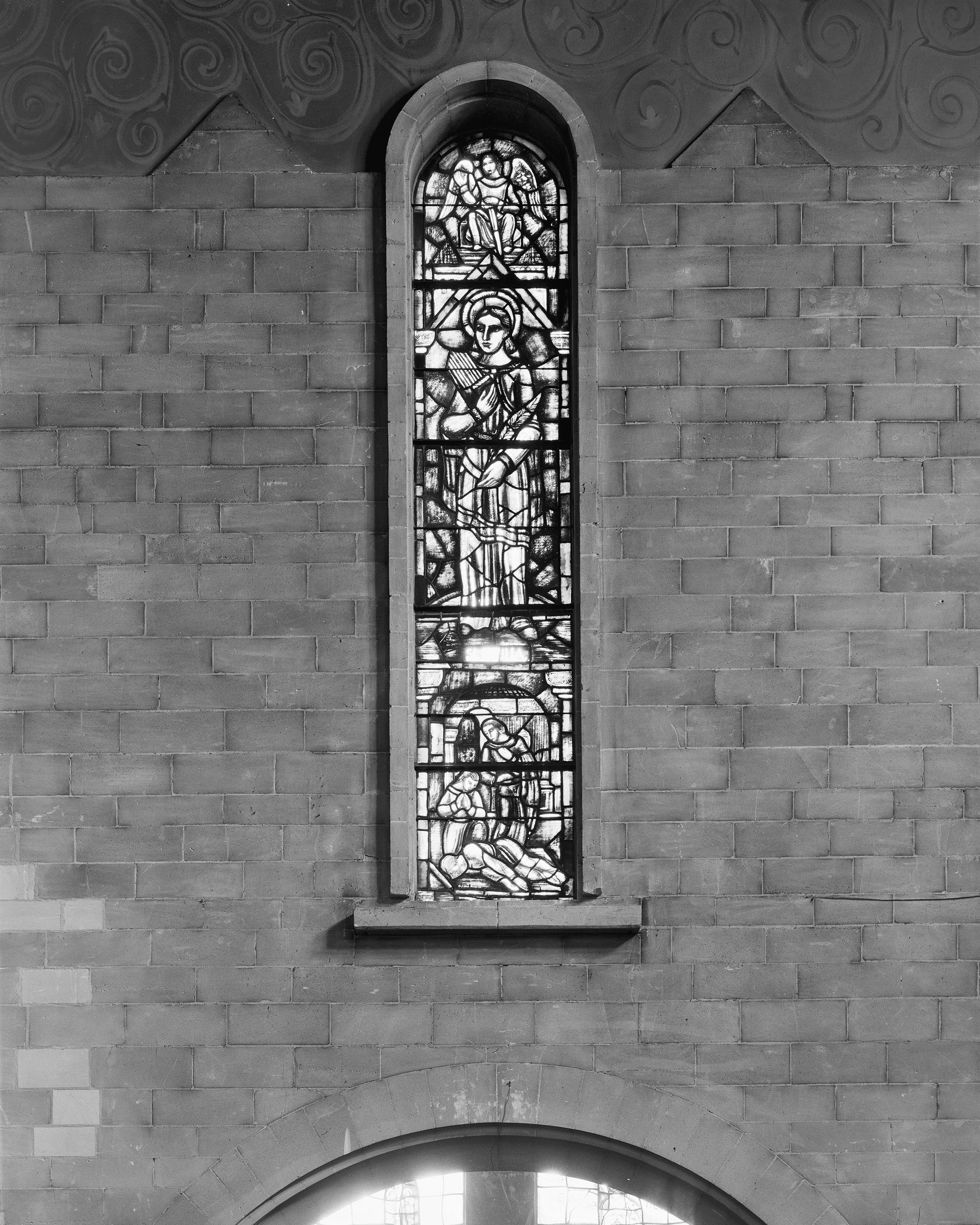
Sint-Jozefkerk, Broekhem (1930-1948)
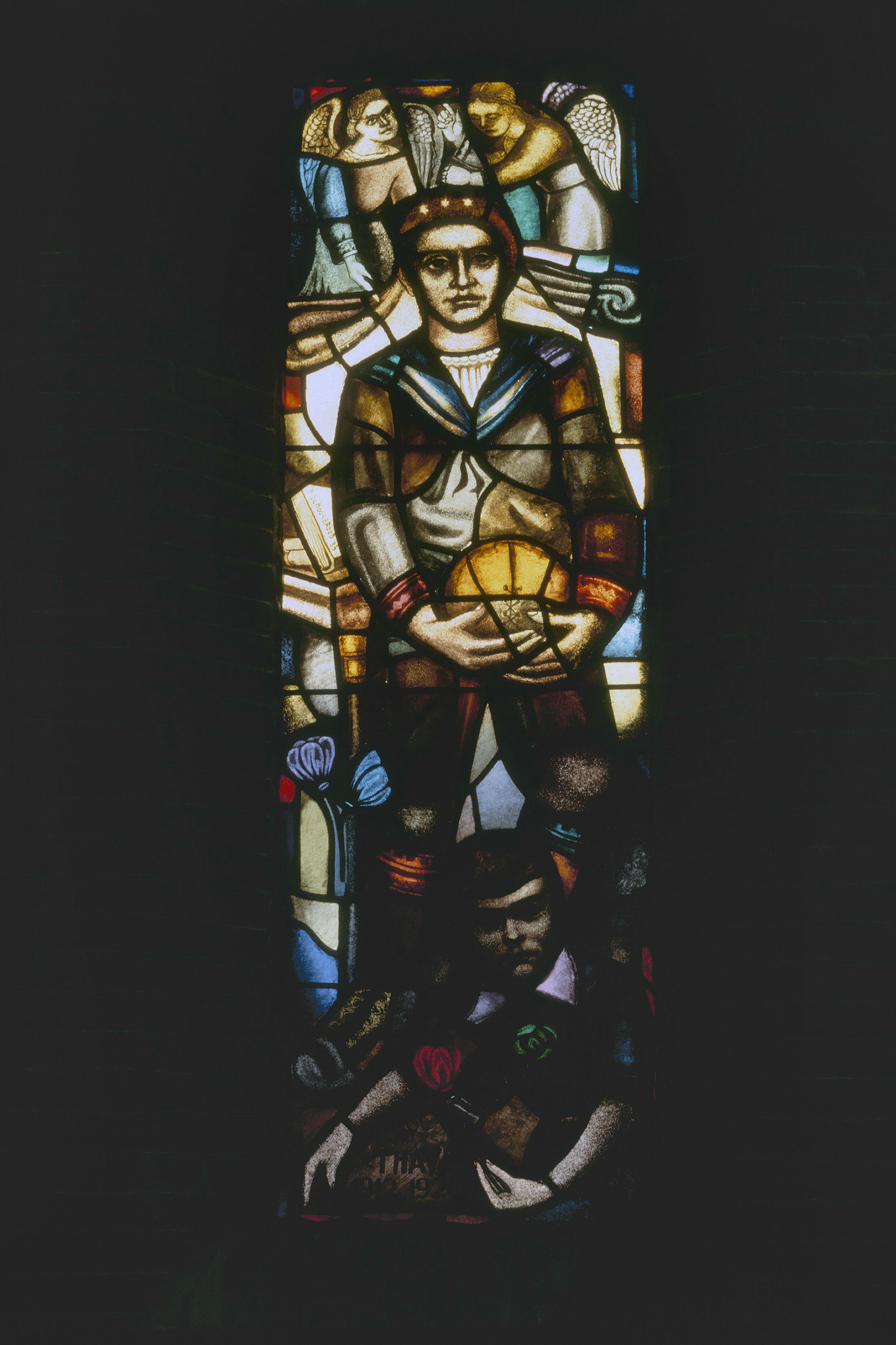
Sint-Antonius van Paduakerk, Heerlen (1933)
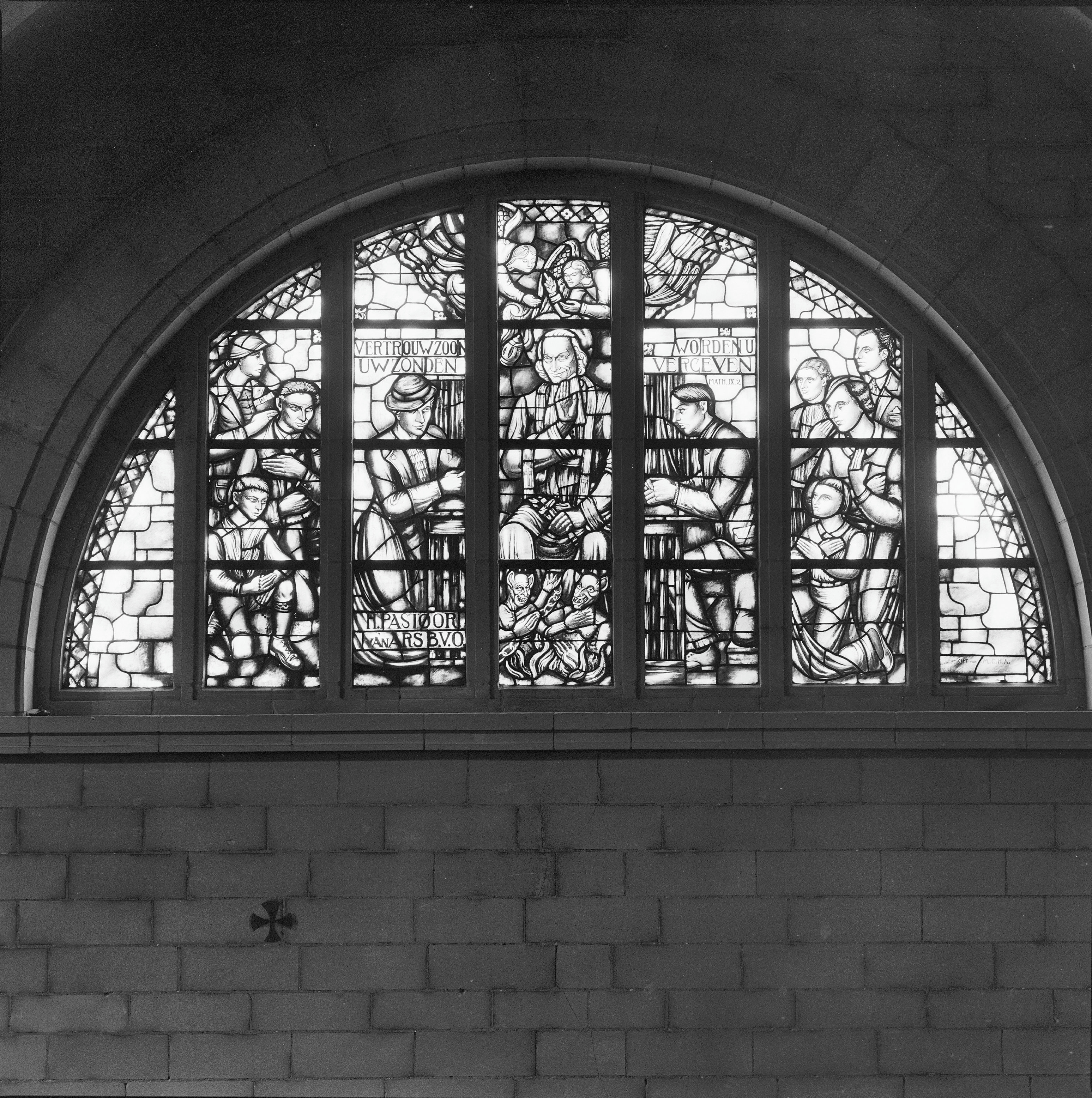
Margarithakerk, Margraten (1934)
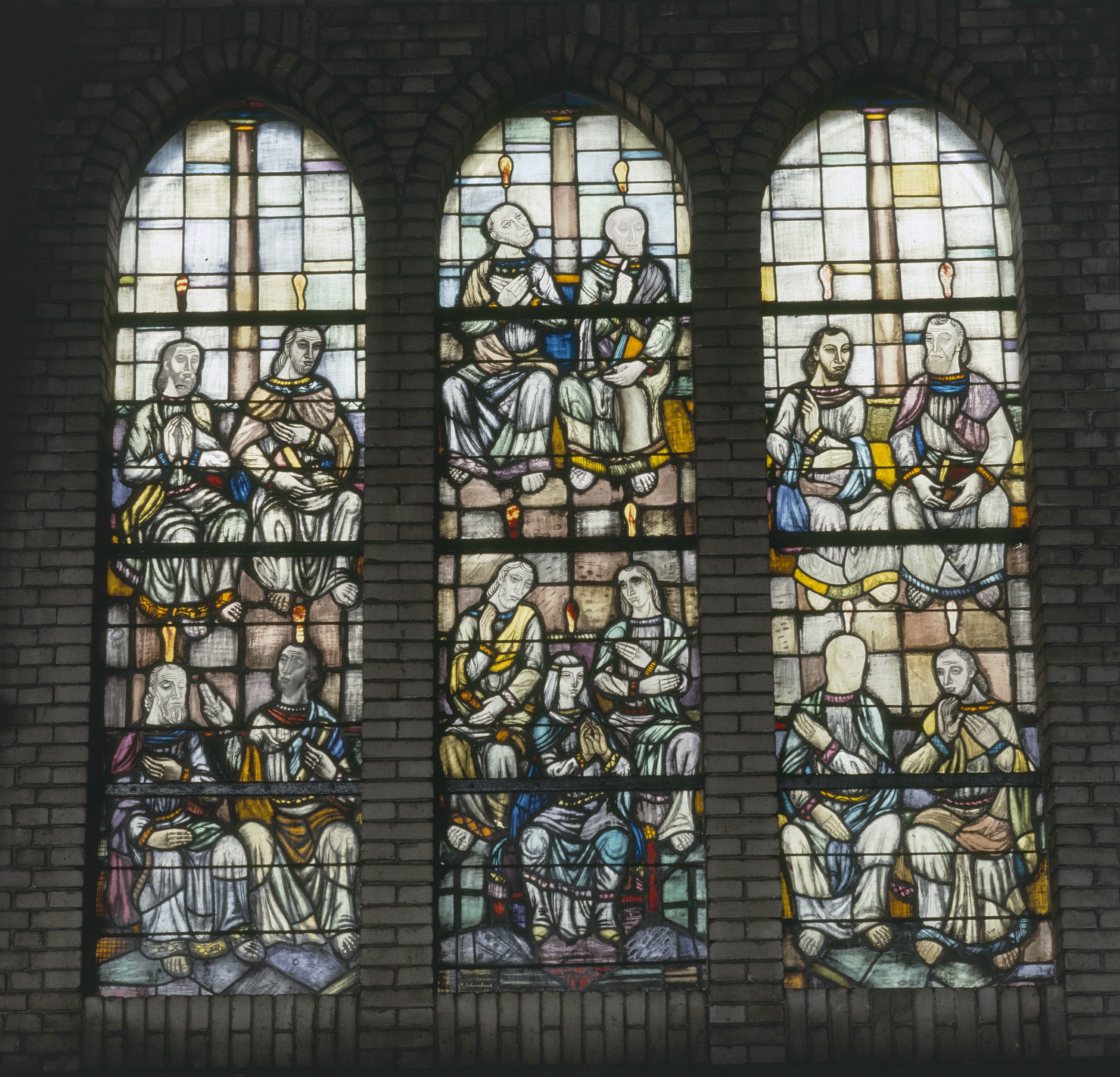
OLV van Goede Raad, Beverwijk (1941)